# Горожанский, Яков Иванович
Яков Иванович Горожанский (1858—1913) — русский педагог и писатель.

## Биография
Родился в 1858 году в семье священника Псковской губернии. Учился в Псковской духовной семинарии и Киевской духовной академии. В 1882 году окончил Киевскую академию со степенью кандидата богословия и был определён преподавателем русского и церковно-славянского языка во 2-е Орловское духовное училище. С 1886 года до своей смерти он также был штатным преподавателем русского языка в Орловской Николаевской женской гимназии, а в 1888—1906 годах он ещё преподавал русский язык и педагогику в старших классах Орловского Александринского института благородных девиц.
В 1894 году за диссертацию «Дамаскин Семенов Руднев, епископ нижегородский (1737—1795), его жизнь и труды» был удостоен степени магистра богословия. Имел звание заслуженного преподавателя русского языка Орловского духовного училища.
Был награждён орденом Св. Владимира 4-й степени.
Умер 30 сентября (13 октября) 1913 года.
В 1883 году составил «Библиографический указатель литературы о Ник. Вас. Гоголе : 1829-1882», а затем выпустил дополнение к нему: «Гоголь в русской литературе» (Библиографические записки. — 1892. — № 5), но главными его трудами были:
- «Дамаскин Семенов Руднев, епископ нижегородский (1737—1795), его жизнь и труды» (Киев: тип. Г. Т. Корчак-Новицкого, 1894. — 318 с.; магистерская диссертация)
- Хождение архимандрита Грефенья во Святую землю : Исследование памятника с примеч. к тексту Я. И. Горожанского. — Варшава: тип. Земкевича, 1885. — [2], 108, IV с. (кандидатское сочинение; из журнала «Русский филологический вестник»)
- «Св. Кирилл и Мефодий, просветители славян» (М.: Народная библиотека, 1885. — 32 с.)

Среди публикаций Горожанского были также:
- Памятники древней письменности в русском переводе: Пособие при изучении истории русской словесности. — М.: тип. А. А. Карцева, 1886. — 137 с.
- Личность и деятельность Симеона Полоцкого (По поводу сочинения о нем И. Татарского). — Киев: тип. Корчак-Новицкого, 1887. — [2], 83 с.
- Синтаксис русского языка для духовных училищ. — Орёл: В. Сельчуков, 1894. — [4], 108 с.
- Этимология русского языка для духовных училищ с подробным орфографическим указателем. — Орёл : В. Сельчуков, 1894. — 114, IV с.
- Митрополит Селевкийский Герасим (Яред) в связи с личными воспоминаниями о нем. — Орёл, 1900
- Крестьянская свадьба в Орловской губернии с ее обычаями и песнями // Орловские губернские ведомости. — 1900. — № 63 и 64
- Материалы для биографии Н. С. Лескова // Орловские губернские ведомости. — 1900. — № 95 и 96
- Пчелка. Сб. изречений / Сост. Я.И. Горожанский. — Орёл: типо-лит. М. П. Гаврилова, 1902.
- Отражение Отечественной войны 1812 года в поэзии, художественной и народной, и в литературе вообще. — (СПб.: Училищ. сов. при Святейшем синоде, 1912. - 312, II с. : ил., портр.